# Argiope perforata
Argiope perforata là một loài nhện trong họ Araneidae.
Loài này thuộc chi Argiope. Argiope perforata được Ehrenfried Schenkel-Haas miêu tả năm 1963.

## Hình ảnh

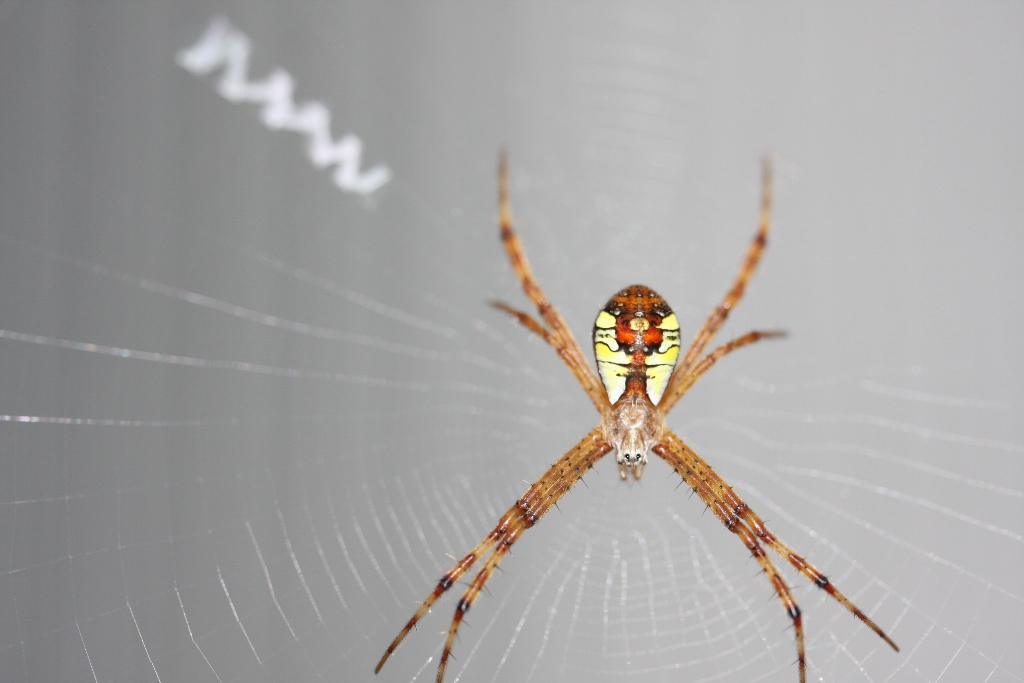
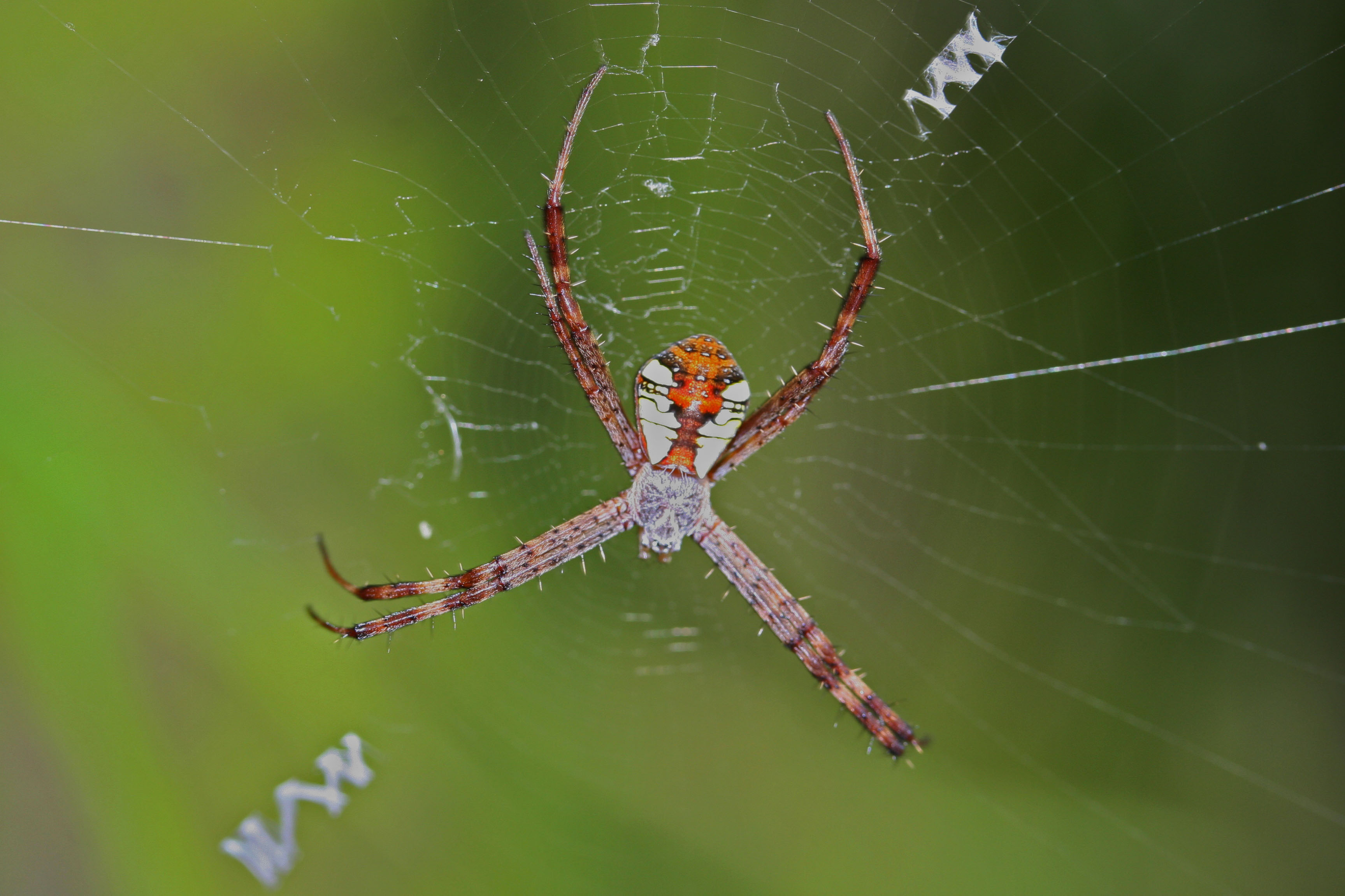